# Liste der Baudenkmale in Katzow
In der Liste der Baudenkmale in Katzow sind alle denkmalgeschützten Bauten der Gemeinde Katzow (Mecklenburg-Vorpommern) und ihrer Ortsteile aufgelistet. Grundlage ist die Veröffentlichung der Denkmalliste des Landkreises Ostvorpommern mit dem Stand vom 30. Dezember 1996. 

## Baudenkmale nach Ortsteilen

### Katzow
| ID | Lage    | Bezeichnung         | Beschreibung | Bild                |
| -- | ------- | ------------------- | ------------ | ------------------- |
|    | (Karte) | Kirche              |              | Kirche              |
|    | (Karte) | Pfarrhaus und Stall |              | Pfarrhaus und Stall |

## Quelle
- Bericht über die Erstellung der Denkmallisten sowie über die Verwaltungspraxis bei der Benachrichtigung der Eigentümer und Gemeinden sowie über die Handhabung von Änderungswünschen (Stand: Juni 1997; PDF, 934 kB)